# Paraguay en el Festival de la OTI
Paraguay debuta en la séptima versión del Festival de la OTI celebrada en Santiago de Chile a fines de 1978. En dicha ocasión la representación guaraní obtuvo el décimo octavo lugar con el tema "Cantando" en la voz de Rolando Percy. Este intérprete se volvería a presentar a la OTI Internacional en 1990 y 1995.
La mejor participación de la televisión paraguaya en la historia del certamen iberoamericano se registró en 1988 en Buenos Aires, cuando Marco Antonio de Brix obtiene el segundo lugar con el tema "Un mundo diferente". Precisamente Marco Antonio de Brix fue uno de los seis artistas que clasificaron a su país para la superfinal de OTI 1983.
Además, la localidad paraguaya de San Bernardino albergó el Festival de la OTI en 1995, más precisamente el anfiteatro José Asunción Flores de dicha ciudad. En dicha ocasión, que registró un nuevo triunfo de España, la escenografía estaba compuesta por varios pequeños arcos en semicírculo, todo en tonos amarillos y naranjos y la orquesta delante de ellos, como fondo del escenario tras los respectivos intérpretes. 

## Participaciones de Paraguay en el Festival de la OTI
| Año  | Sede             | Artista                   | Canción                  | Director orquesta        | Lugar | Pts |
| ---- | ---------------- | ------------------------- | ------------------------ | ------------------------ | ----- | --- |
| 2000 | Acapulco         | Lenys Paredes             | Empiezo a vivir          | Nando Hernández          | SF    | -   |
| 1998 | San José         | Americanta                | No lo digas              | Álvaro Esquivel          | SF    | -   |
| 1997 | Lima             | Cecilia Kunert            | Las cuentas claras       | Oscar Cardozo Ocampo     | F     | -   |
| 1996 | Quito            | Jorge Castro              | Por ti, mujer            | Mauricio Cardozo Ocampo  | -     | -   |
| 1995 | San Bernardino   | Rolando Percy             | Por siempre, América     | Palito Miranda           | -     | -   |
| 1994 | Valencia         | Cristina Vera Díaz        | Tierra herida            | José Fabra               | SF    | -   |
| 1993 | Valencia         | Dany Durand               | Señora mía               | Willy Suchar             | -     | -   |
| 1992 | Valencia         | Oscar Benito              | Un amanecer, una canción | José Fabra               | -     | -   |
| 1991 | Acapulco         | Adrián Barreto            | Hoy ha vuelto el amor    | Chucho Ferrer            | SF    | -   |
| 1990 | Las Vegas        | Rolando Percy             | Hacedme soñar con la paz | William Sánchez          | -     | -   |
| 1989 | Miami            | Rodolfo González Friedman | Como aquellas nubes      | Oscar Cardozo Ocampo     | -     | -   |
| 1988 | Buenos Aires     | Marco Antonio de Brix     | Un mundo diferente       | Oscar Cardozo Ocampo     | 2     | 25  |
| 1987 | Lisboa           | Rolando Ojeda             | Procura                  | Fernando Correia Martins | -     | -   |
| 1986 | Santiago         | Rocío Cristal             | Papá                     | Casto Darío Martínez     | -     | -   |
| 1985 | Sevilla          | Lizza Bogado              | A veces quiero ser       | Eduardo Leyva            | -     | -   |
| 1984 | Ciudad de México | Valencia                  | Una gaviota sobre el mar | Casto Darío Martínez     | -     | -   |
| 1983 | Washington D. C. | Marco Antonio de Brix     | Soñaremos como ayer      | Héctor Garrido           | 5     | 62  |
| 1981 | Ciudad de México | Alberto de Luque          | Vos y yo seremos todos   | Humberto Rubin           | 8     | 15  |
| 1980 | Buenos Aires     | Carlos Albospino          | La razón que nos une     | Oscar Cardozo Ocampo     | 17    | 7   |
| 1979 | Caracas          | Derlis Esteche            | La vida en mi canción    | Oscar Cardozo Ocampo     | 16    | 4   |
| 1978 | Santiago         | Rolando Percy             | Cantando                 | Juan Azúa                | 18    | 0   |

## Festivales organizados en Paraguay
| Edición  | Ciudad sede    | Localización                    | Presentandores                       |
| -------- | -------------- | ------------------------------- | ------------------------------------ |
| OTI 1995 | San Bernardino | Anfiteatro José Asunción Flores | Menchi Barriocanal y Rubén Rodríguez |